# Liste von Schwertern
In der Liste von Schwertern sind Schwerter aus verschiedenen Zeitaltern und Kulturräumen alphabetisch aufgeführt.
Eine Übersicht der Schwerttypen nach Regionen findet sich in der Liste der Schwerttypen.

## A

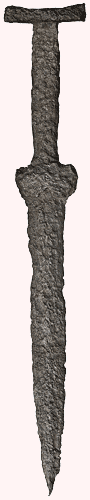
Acinaces
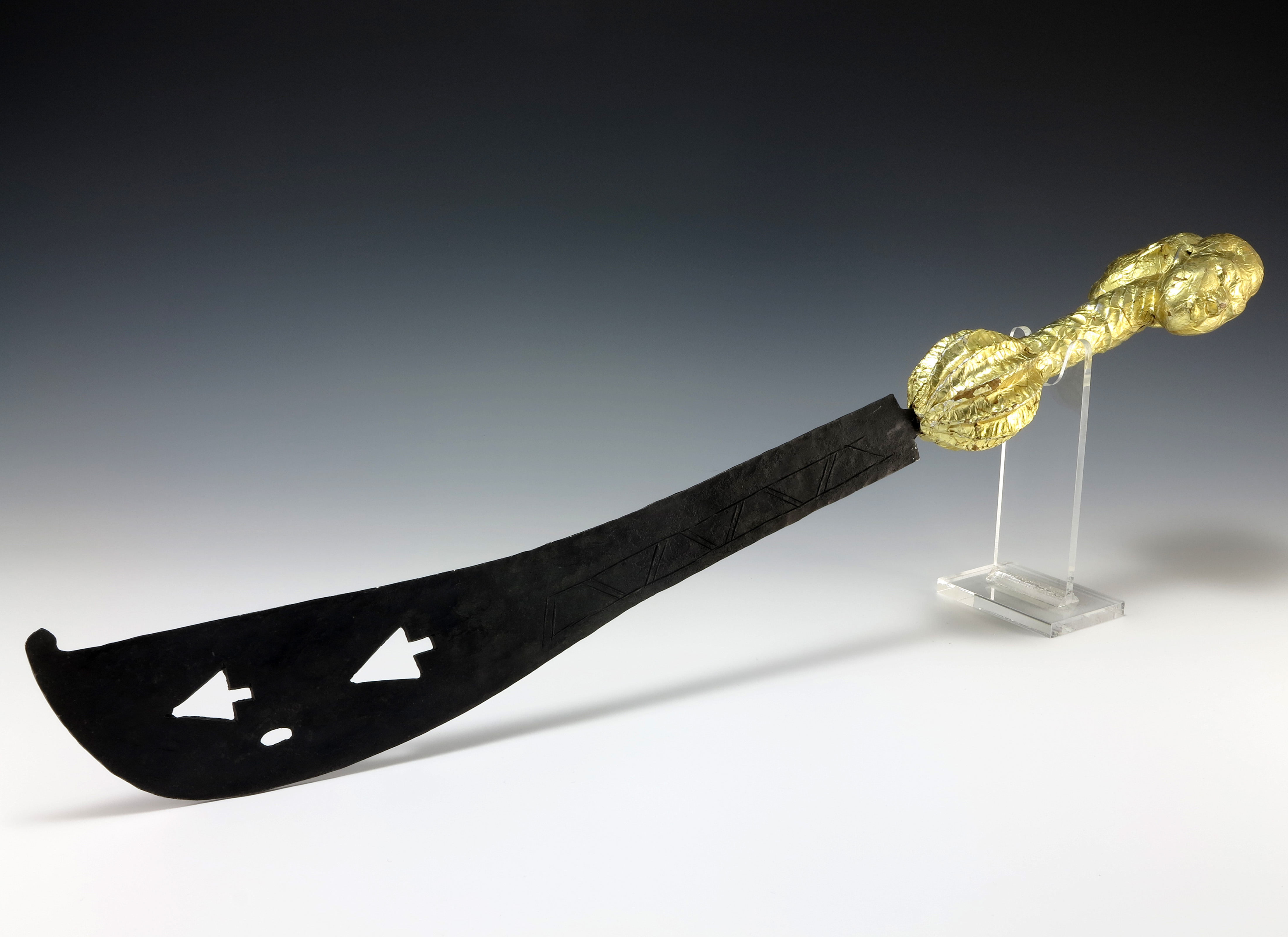
Afena
- Afran
- Alamang
- Andar-Andar
- Anderthalbhänder
- Arit
- Assam-Kurzschwert
- Assam-Zweihänder
- Äthiopisches Schwert
- Ayudha Katti

- Acinaces
- Afena

## B
- Badelaire
- Bakatwa
- Balato
- Bali-Schwert
- Balmung
- Baradi
- Barong
- Batangas
- Belida
- Bhutan-Kurzschwert
- Bhutan-Schwert
- Billao
- Bodik
- Bokuto
- Breitschwert
- Bugis
- Buko

## C
- Cha Katti
- Chepesch
- Chinesisches Richtschwert (kurzes Heft)
- Chinesisches Richtschwert (langes Heft)
- Chunderik Klewang
- Cinquedea
- Claymore
- Co Jang

## D
- Dao
- Daisho
- Dadao
- Dha
- Dhu l-faqar
- Dohong
- Dōtanuki
- Dsulfiquar Shamshir
- Dua Lalan
- Dussack

## E
- Eben
- Espada Ropera
- Estoc

## F
- Falchion
- Falx
- Firangi
- Flamberge
- Flyssa
- Fukuro Shinai

## G
- Gadoobang
- Gajang
- Gari
- Gladius
- Goldgriffspatha
- Golok
- Griffzungenschwert
- Gunto
- Gurade

## H
- Hallstattschwert
- Handschar
- Haudegen
- Häuptlingsschwert der Ndjembo
- Hemola

## I
- Iaitō
- Ilwoon
- Indisches Hiebschwert
- Indisches Kurzschwert
- Indisches Langschwert
- Indisches Richtschwert

## J
- Jagdschwert
- Jatagan
- Jewelled Sword of State
- Jian
- Jimpul
- Jono
- Joyeuse

## K
- Kabeala
- Kachin Dha
- Kalenderklinge
- Kampilan
- Kaskara
- Kaso
- Kastane
- KatanaKatana/Tachi (oben) und Wakizashi (unten) im Größenvergleich
- Kattara
- Katte-Richtschwert
- Katzbalger
- Kete
- Ke-Tri
- Khanda
- Khyber-Messer
- Kirash
- Klewang
- Klewang-Ladeng
- Klewang Puchok-Meukawet
- Klewang Sanget
- Klewang Tebal-Hujong

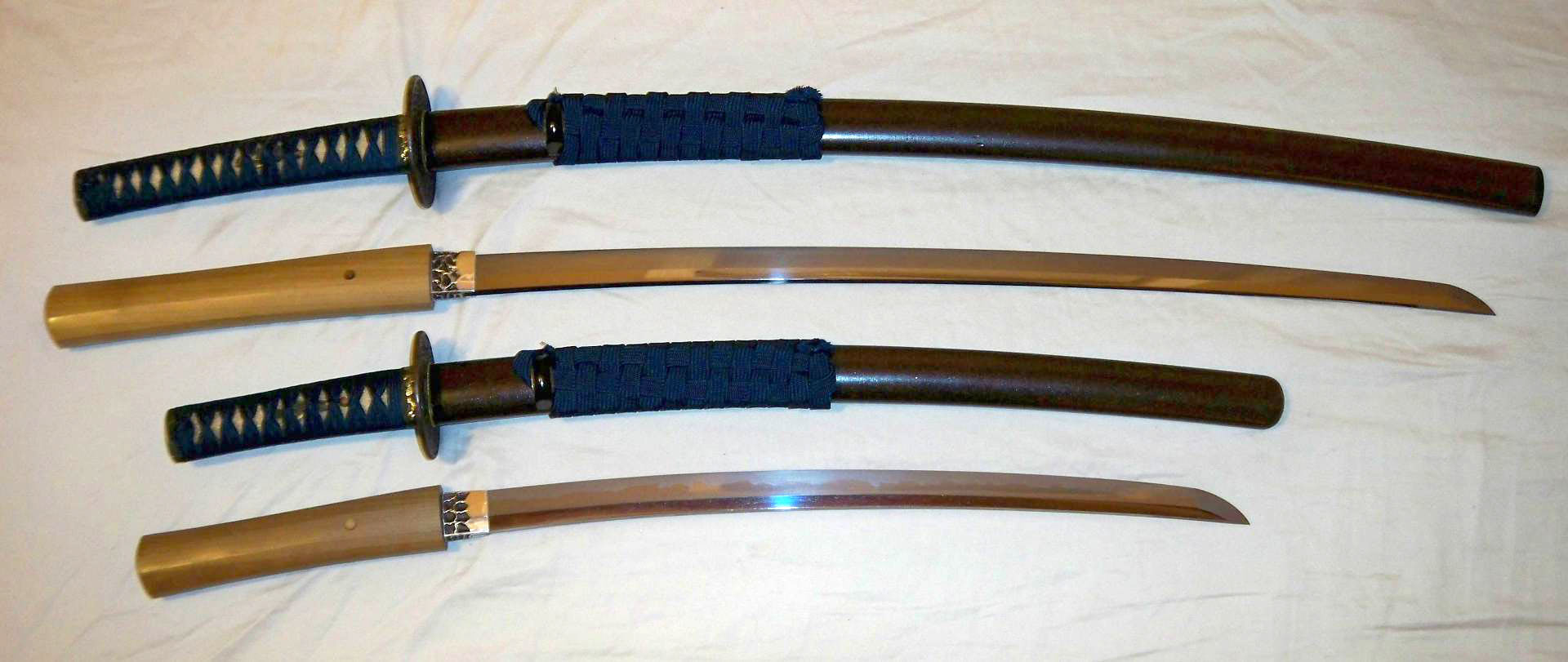
Katana/Tachi (oben) und Wakizashi (unten) im Größenvergleich

- Klingenformen europäischer Schwerter

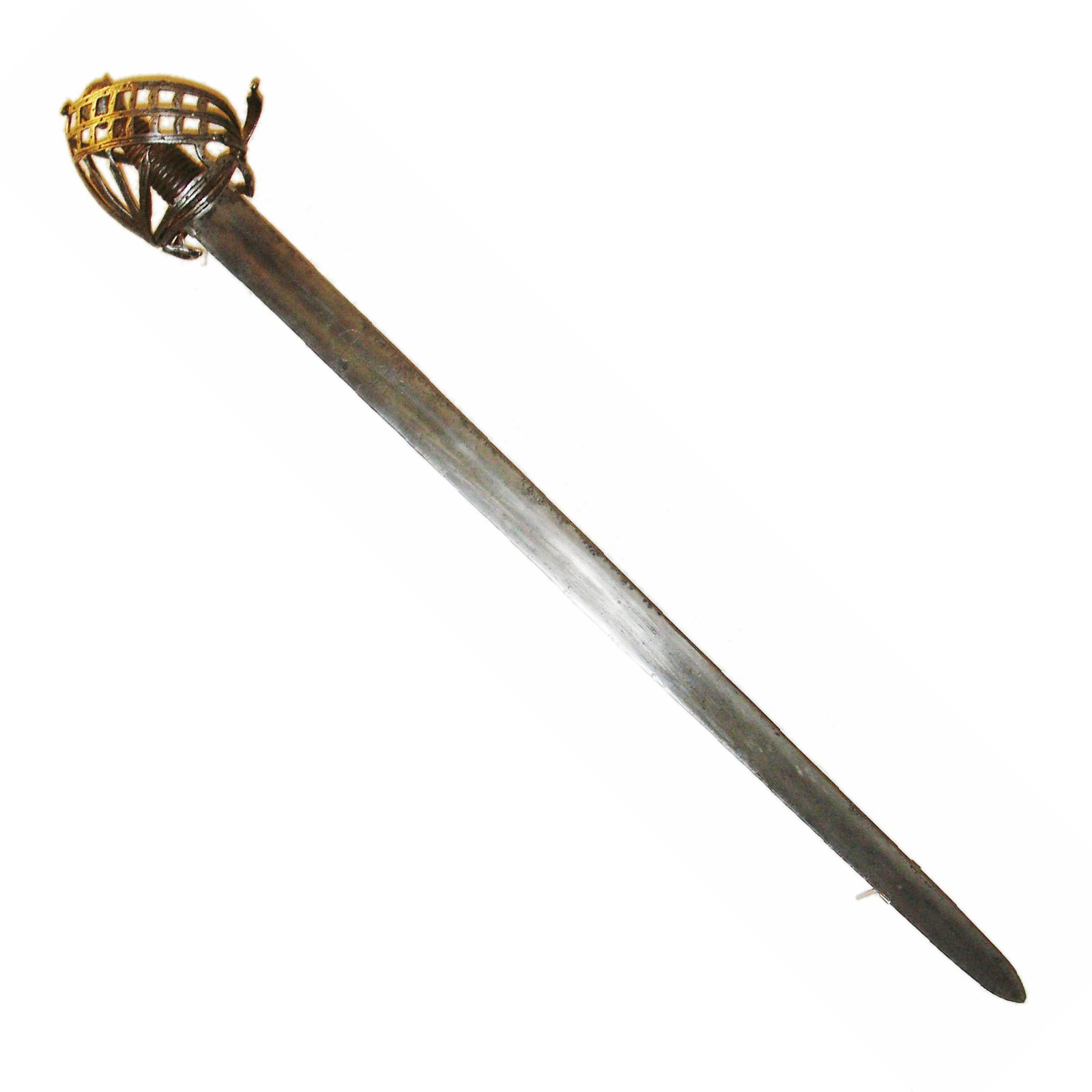
Korbschwert

- Knollenknaufschwert
- Kobra-Schwert
- Kodachi
- Kopis
- Kora
- Korbschwert Korbschwert
- Krummschwert
- Kudhi-Wajang
- Kudi-Tranchang
- Kurzschwert
- Kurzschwert der Fang
- Kurzschwert der Yakoma
- Kusanagi

## L
- Ladingin
- Lajuk-Lajuk
- Langgai Tinggan
- Langschwert
- Libaka
- Lokele-Schwert
- Luba-Schwert
- Luju Alas
- Luwuk

## M
- Machaira
- Mandau
- Manople
- Mbeeli ya phoko
- Mbuun-Schwert
- Mel Puttah Bemo
- Mentok
- Messer und Kurzschwert der Ngbandi
- Mimung
- Moplah
- Mortuary Sword
- Mundo

## N
- Naga-Zweihandschwert

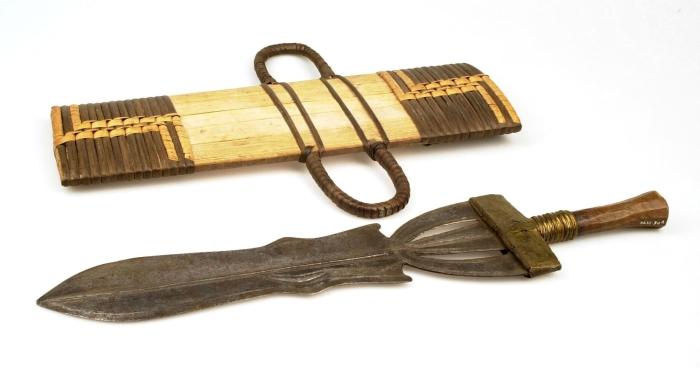
Nande-Schwert
- Nayar-Tempelschwert
- Ngombe-Schwert
- Nias-Balato
- Nihonto
- Ninjato

- Ngombe-Schwert

## O
- Obsidianschwert
- Odachi
- Oman-Kattara
- Opi
- Ovimbundu-Schwert

## P
- Pakayun
- Panabas
- Panzerstecher
- Papstschwert
- Parang-Amanremu
- Parang-Ginah
- Parang-Latok
- Parang-Nabur
- Parang-Niabor
- Parang-Pandit
- Pata
- Patissa
- Pedang-Lurus
- Penei
- Persisches Historismusschwert
- Pira
- Piso-Gading
- Piso-Halasan
- Piso-Sanallenggam
- Prunkschwert
- Prunkschwert der Könige von Kamerun
- Pulwar

## Q
- Quadarra

## R
- Ram-Dao
- Rapier
- Reichsschwert (röm.-deut. Reichskleinodie)
- Richtschwert
- Richtschwert der Baule
- Richtschwert der Ngulu
- Ringknaufschwert
- Romphaia
- Ronkepet
- Rontegari
- Ruding Lengon
- Rudus
- Rugi

## S
- Sadeueb
- Sägeschwert
- Salampasu-Schwert
- Salapa
- Sauschwert
- Sax
- Sax von Beagnoth
- Scimitar
- Seitenwehr
- Schiavona
- Schiavonesca
- Schwarzmeeryatagan
- Schweizerdegen
- Schwert
- Schwert aus dem Teufelsmoor
- Schwert der Bali
- Schwert der Konda
- Schwert der Luba
- Schwert der Mandingo
- Schwert der Olombo
- Schwert der Tetela und Salampasu
- Schwert der Yaka
- Schwert des Tiberius
- Schwert und Hut
- Schwerter und Hefte des Timor-Typs
- Schwerter von Tanimbar
- Seme
- Shikomizue
- Shinai
- Shotel
- Sica
- Sichelschwert der Ngbandi
- Sichelschwerter des Kopesh-Typ
- Sikkin Panjang
- Sikin Lapan Sagu
- Sikin-Pasangan
- Snartemo-Schwert
- Sosun Pattah
- Spatha
- Stahl Nifo Oti
- Stoßzahnschwert
- Südindisches Schwert
- Sulawesi-Klewang
- Sumara
- Surik
- Szczerbiec (poln. Kroninsignie)

## T

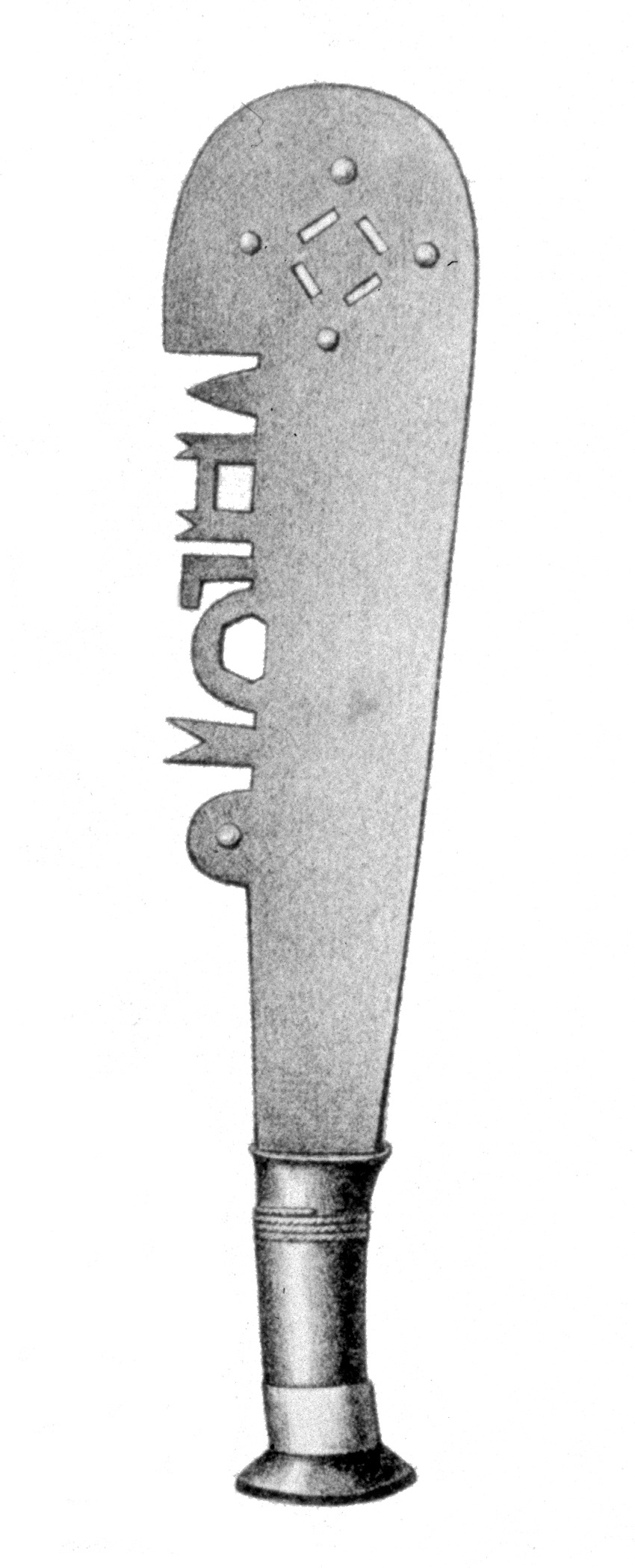
Tshimphaaba

- Tachi
- Taiwan-Machete
- Takouba
- Talibon
- Taumangaria
- T’Boli-Schwert
- Tegha
- Tigar
- Timor-Schwert
- Tizona
- Tibetisches Ritualschwert
- Toa
- Tsep-Tsa
- Tsurugi
- Tuareg-Mandingo-Schwert
- Tulwar

- Tshimphaaba

## U
- Uchigatana
- Urumi

## W
- Wakizashi
- Warbrand (mittelalterliches Langschwert)

## X
- Xiphos

## Z
- Zafar-Takieh
- Zeremonialschwert (Reliquie, Essener Domschatz)
- Zeremonienschwert
- Europäischer Zweihänder
- Zweischneidiges Schwert